# Papp Sándor Zsigmond
Papp Sándor Zsigmond (Radóc, 1972. május 22. –) erdélyi magyar író, újságíró.

## Életútja
Középiskoláit Szatmárnémetiben, a Kölcsey Ferenc Líceumban végezte (1991), majd a nagyváradi Ady Endre Sajtókollégiumban szerzett diplomát (1995). A kolozsvári Babeș–Bolyai Tudományegyetemen filozófia szakot végzett.

## Munkássága
Első írása az Ifjúmunkás (Fiatal Fórum) irodalmi rovatában jelent meg (1991); közölt a Látóban, a Korunkban és a magyarországi Hitelben, a Helikon „Serény Múmia” című mellékletében. Írásai jelentek meg az Árnyékhatár (1991), az Éneklő Borz (Kolozsvár, 1996) és az Erdélyi Dekameron (Székelyudvarhely, 1996) című antológiákban. Részt vett a diákújságírók jósikafalvi szaktáborainak több alkalmi lapja (Deviáns, Jegyzetfüzet, Móc-Árt) létrehozásában.
Erdélyben munkatársa volt a Krónikának (2001–2002), az Erdélyi Riportnak (2002–2005), A Hétnek (2003–2005), illetve rovatszerkesztője a Filmtettnek; aztán áttelepedése után 2005-től tíz évig a Népszabadságnak, majd a Mozgó Világnak.

## Művei

### Kötetei
- Gyűlölet; Jelenkor, Bp., 2018
- A Jóisten megvakul (novellák). Libri Kiadó, Budapest, 2014
- Semmi kis életek. Erdélyi történet (regény). Libri Kiadó, Budapest, 2011
- Az éjfekete bozót (novellák). Szignatúra könyvek, Alexandra Kiadó, Pécs, 2005
- Meghívó minden keddre. (irodalmi publicisztika) Demény Péterrel közösen, Polis Könyvkiadó, Kolozsvár, 2005
- Oran veszteglő hajói. Hajónapló (esszé). Scripta kiadó, Nagyvárad, 2002
- Simon Judit: Városkép románokkal és magyarokkal; szerk. Papp Sándor Zsigmond; Scripta, Nagyvárad, 2000 (Dosszié könyvek)
- Ahonnan a város. Bérházi legendák (novellák). Mentor kiadó, Marosvásárhely, 1998
- 72-es blues. Hangulatok (novellák). Mentor kiadó, Marosvásárhely, 1995

### Elbeszélések, novellák
- A gomb. Élet és Irodalom, 49. évf. 51-52. szám/2005
- Karrier. Élet és Irodalom, 47. évf. 44. szám/2003
- Csillagos tízes. Korunk, 2002. május

### Tárcák
- A delfinember. Élet és Irodalom, 50 évf. 13 szám/2006
- A nyál. Népszabadság, 2006
- A test panaszai. Élet és Irodalom. 50 évf. 05 szám/2006
- Angyali nyelv. Népszabadság, 2006
- Az utód. Élet és Irodalom, 50 évf. 09 szám/2006
- Bezzeg. Népszabadság, 2006
- Karel Gott az Elba vízében. Élet és Irodalom, 50 évf. 17 szám/2006
- Mennyei fertőzés. Élet és Irodalom, 50 évf. 01 szám/2006
- Szabad egy táncra? Élet és Irodalom, 50. évf. 21. szám/2006

### Esszé, napló
- Nehezék, Élet és Irodalom, 2006

### Publicisztikák, cikkek
- A murok. Népszabadság, 2006
- Parkfoci. Erdélyi Riport, 2006

### Idegen nyelven
- Vieţi mărunte. Poveste ardelenească (Semmi kis életek); ford. románra Marius Tabacu; Polirom, Iaşi, 2012 (Biblioteca Polirom)

## Díjai
- 1995 – MÚRE-díj
- 1996 – a Látó című irodalmi folyóirat novellapályázatának I. díja
- 1997 – a Román Írószövetség kolozsvári fiókjának Debüt-díja
- 1998 – az Erdély Magyar Irodalmáért Alapítvány rövidpróza pályázatának II. díja
- 2001 – az EMKE Kacsó Sándor-díja (publicisztika)
- 2001 – Látó-nívódíj próza kategóriában
- 2003 – Méray-ösztöndíj
- 2003–2004 Communitas alkotói ösztöndíj
- 2006 – Móricz Zsigmond-ösztöndíj
- 2012 – Artisjus irodalmi díj a Semmi kis életekért
- 2018 – Békés Pál-díj